# Gasela tibetana
La gasela tibetana (Procapra picticaudata) és una espècie d'antílop que viu a l'altiplà del Tibet. Un exemplar típic fa 60 cm d'alçada a l'espatlla i pesa uns 15 kg. Els mascles tenen unes banyes llargues, crestades i més gruixudes a la base que a la punta, amb una longitud de fins a 35 cm. Les femelles manquen de banyes i tampoc no tenen marques facials distintives. Aquest animal és de color marró grisenc, amb una cua curta amb la punta negra situada al centre d'una taca blanca a la gropa en forma de cor. Les potes primes i llargues d'aquest animal elegant en reforcen la capacitat de córrer, que necessita per a fugir dels depredadors. La temporada d'aparellament és al desembre i les cries neixen al maig següent.